# Copa da Liga Escocesa 2003–04
A Copa da Liga Escocesa de 2003-04 foi a 58º edição do segundo mais importante torneio eliminatório do futebol da Escócia. O campeão foi o Livingston F.C., que conquistou seu 1º título na história da competição ao vencer a final contra o Rangers F.C., pelo placar de 2 a 0.

## Premiação
| Copa da Liga Escocesa de 2003-04    |
| Escócia                             |
| ----------------------------------- |
| Livingston F.C. Campeão (1º título) |